# Chrysosoma lutescens
Chrysosoma lutescens är en tvåvingeart som beskrevs av Vanschuytbroeck 1952. Chrysosoma lutescens ingår i släktet Chrysosoma och familjen styltflugor.
Artens utbredningsområde är Madagaskar. Inga underarter finns listade i Catalogue of Life.